# 2011年12月土叙边境冲突
2011年12月土叙边境冲突发生于叙利亚伊德利卜省与土耳其接壤的边境地区，起因是武装分子试图从土耳其渗透进叙利亚，反对派的尝试最终均以失败告终。

## 过程
12月5日晚，大约35名武装分子试图越过土叙边境，但很快与叙利亚边境部队发生交战，叙利亚安全部队打伤了其中几人，并将这伙武装分子击退回土耳其一侧。
这伙武装分子撤到土耳其领土之后，土耳其军队很快将这些人接上卡车并对受伤的武装分子进行医治。
武装分子时候又进行了一次尝试。在12月12日晚，15名渗透者再次尝试越过边境。但这起尝试再次以失败告终，其中两名武装分子被叙利亚边境部队击毙。
阿拉伯叙利亚新闻社声称叙利亚自由军对这两起失败的渗透行动展开了报复行动，枪杀了叙利亚军队高级军官加纳姆·易卜拉欣·哈桑准将。

## 后续

### 类似事件
2012年2月1日，叙利亚政府宣布在伊德利卜省再次挫败了一起越境企图。一名渗透者被击毙，另一人被抓获，其余人员逃回了土耳其。 3月10日，另一伙渗透者尝试越过边境但再次被安全部队挫败，多名武装分子被政府军击毙或俘虏。